# Loukas Papadimos

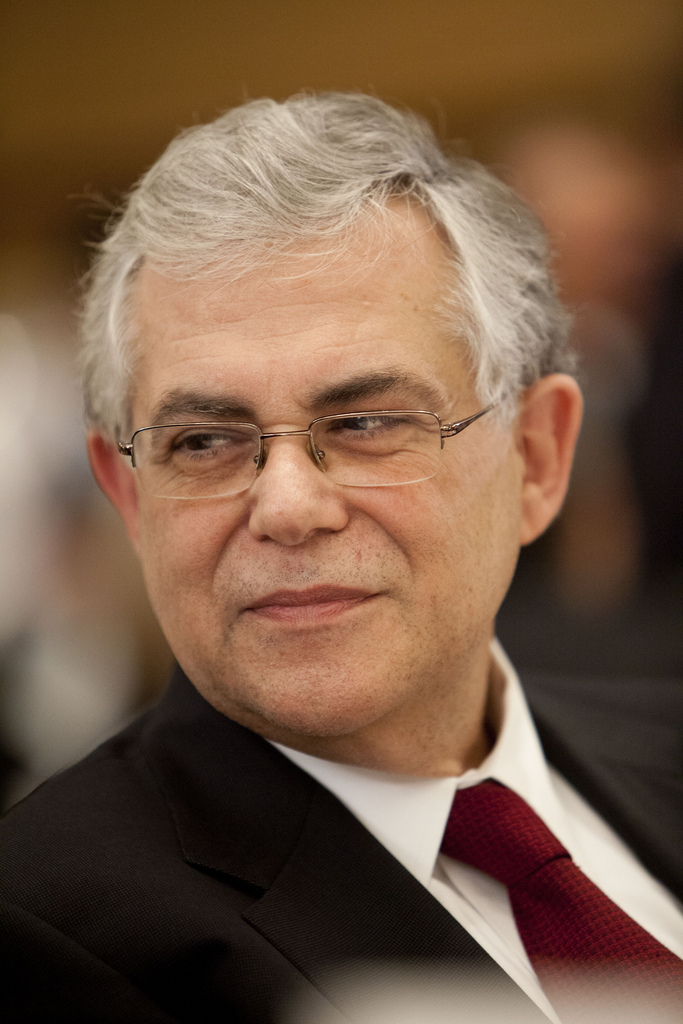
Papadimos, 2012

Loukas Dimitrios Papadimos (griechisch Λουκάς Δημήτριος Παπαδήμος [luˈkas papaˈðimɔs], englische Transkription Lucas Papademos; * 11. Oktober 1947 in Athen, Griechenland) ist ein griechischer Ökonom und ehemaliger Vizepräsident der Europäischen Zentralbank. Er war vom 10. November 2011 bis zum 16. Mai 2012 griechischer Premierminister und Chef der damaligen griechischen Übergangsregierung.

## Studium und Familie
Nach seinem Abitur am Athens College 1966 ging er zum Studium in die USA. Sein Studium am Massachusetts Institute of Technology (MIT) schloss er mit einem Bachelor in Physik (1970), einem Master in Elektrotechnik (1972) und einem Doktor in Ökonomie (1977) ab.
Seine Ehefrau Jeanne H.M. Ingram, als deren Vorname oft auch Sana genannt wird, ist eine in Indonesien geborene niederländische Malerin. Die beiden sind seit 1977 verheiratet und haben keine Kinder.

## Biografie
Von 1973 bis 1975 war Papadimos Forschungsassistent und Dozent am Massachusetts Institute of Technology (MIT), von 1975 bis 1984 war er Professor für Ökonomie an der Columbia University. 1980 wurde er leitender Volkswirt der Federal Reserve Bank in Boston. Ab 1988 hatte er verschiedene Posten bei der Bank von Griechenland inne und war gleichzeitig Professor an der Universität Athen. Papadimos ist Mitglied der Akademie von Athen. Bereits seit 1985 war er für die Bank von Griechenland tätig, wurde 1993 deren Vizegouverneur und übernahm ein Jahr später deren Leitung.

### Gouverneur der griechischen Notenbank
Von 1994 bis 2002 war Papadimos Gouverneur der Bank von Griechenland, der griechischen Notenbank. In seine Amtszeit fiel der Übergang von der Griechischen Drachme zum Euro. In diesem Rahmen hat er eine noch immer nicht geklärte Rolle bei der Verschleierung der öffentlichen Haushaltsbilanzen mit Hilfe der Investmentbank Goldman Sachs gespielt. Von 2002 bis 2005 war Mario Draghi Vizepräsident von Goldman Sachs International in Europa, der sich als ein „Gesellschafter“ um „Unternehmen und souveräne Staaten“ kümmerte. Draghis Abteilung half Griechenland mit dem Finanzinstrument Swap seine Bilanzen zu schönen und Staatsschulden zu verschleiern.
Von 1994 bis 1998 war Papadimos Mitglied des Rates des Europäischen Währungsinstituts, ab 1999 Mitglied des Erweiterten Rates der Europäischen Zentralbank. Von 2002 bis 2010 war er Vizepräsident der Europäischen Zentralbank, wo er turnusgemäß nach achtjähriger Amtszeit von Vítor Constâncio abgelöst wurde. 2005 beschrieb er das Risiko des amerikanischen Immobilienmarktes, eine Prognose, die 2007 dann eintraf. Bis zu seiner Vereidigung als Ministerpräsident 2011 hatte er eine Gastprofessur an der Harvard Kennedy School inne. Sein dortiger Kurs hatte den Titel Die globale Finanzkrise: Politische Antworten und Herausforderungen.
Er beriet die sozialistische Regierung gelegentlich in Wirtschaftsfragen und genoss auch in Deutschland hohes Ansehen. Im Juni 2010 bot Premier Papandreou ihm das Amt des Finanzministers an, was er jedoch ablehnte.

### Ministerpräsident
Nach der Rücktrittsankündigung Papandreous im Rahmen der griechischen Finanzkrise am 6. November 2011 wurde der parteilose Papadimos am 11. November 2011 als Regierungschef Griechenlands vereidigt.
Im März 2012 recherchierte die Tageszeitung Ta Nea, dass Papadimos aufgrund der finanziellen Lage des Landes auf sein Gehalt verzichtete. Um nicht in den Verdacht des Populismus zu geraten, wurde dies selbst vor engsten Mitarbeitern geheim gehalten.
Nach der Parlamentswahl vom 6. Mai 2012, die keine regierungsfähige Mehrheit erbracht hatte, mussten erneute Neuwahlen unter einer technokratischen Regierung durchgeführt werden. Papadimos wurde daher von dem bisherigen obersten Verwaltungsrichter Panagiotis Pikrammenos als amtierender Regierungschef abgelöst.

## Sonstiges
Am 25. Mai 2017 wurde ein Anschlag auf Papadimos verübt; er wurde leicht verletzt.

## Veröffentlichungen (Auswahl)
- mit Franco Modigliani: Targets for Monetary Policy in the Coming Year. In: Brookings Papers on Economic Activity 1, 1975, S. 141–165.
- Optimal Aggregate Employment Policy, Doktorarbeit, Massachusetts Institute of Technology, 1977.
- mit Franek Rozwadowski: Monetary and Credit Targets in an Open Economy. In: D. R. Hodgman (Hrsg.): The Political Economy of Monetary Policy. National and International Aspects, Konferenzmaterialien Nr. 26, Federal Reserve Bank of Boston. 1983, S. 275–306.
- mit Tommaso Padoa-Schioppa u. a.: Efficiency, Stability and Equity. A Strategy for the Evolution of the Economic System of the European Community. Oxford und New York: Oxford University Press, 1987.
- mit Paul De Grauwe (Hrsg.): The European Monetary System in the 1990s. London und New York: Longman, 1990.
- mit George Alogoskoufis und R. Portes (Hrsg.): External Constraints on Macroeconomic Policy. The European Experience. Cambridge: Cambridge University Press, 1991.
- Why price stability? in A. G. Herrero u. a. (Hrsg.): Why price stability?, Materialien zur ersten Zentralbankenkonferenz der EZB, Europäische Zentralbank, Frankfurt am Main, November 2000.